# الصناعة في البرازيل

يعود أصل الصناعة البرازيلية إلى الورش التي يعود تاريخها إلى بداية القرن التاسع عشر. ظهرت معظم المؤسسات الصناعية في البلاد في الجنوب الشرقي البرازيلي (بشكل رئيسي في مقاطعات ريو دي جانيرو وميناس جيرايس، و ساو باولو)، ووفقًا لمفوضية التجارة والزراعة والمصانع والملاحة، تم تصنيف المؤسسات المسجلة بين عامي 1808 و 1840 على أنها "مصانع". ومع ذلك، يتم اعتبار معظم هذه المؤسسات، ورش عمل وفقًا لمعايير اليوم.
كان هناك عشرين مؤسسة يمكن اعتبارها في الواقع مصانع، ومن هذا المجموع، تم إنشاء ثلاثة عشر منشأة بين عامي 1831 و 1840. ومع ذلك، كانت جميعها صغيرة الحجم وتشبه الورش الكبيرة أكثر من المصانع. ومع ذلك، كانت السلع المصنعة متنوعة تمامًا مثل: القبعات، والأمشاط، والمخازن، والمناشر، والغزل والنسيج، والصابون والشموع، والنظارات، والسجاد، والزيت.
كان ظهور التصنيع قبل أربعينيات القرن التاسع عشر محدودًا للغاية، بسبب الاكتفاء الذاتي للمناطق الريفية، حيث تنتج المزارع التي تنتج البن وقصب السكر أيضًا طعامها وملابسها ومعداتها، ونقص رأس المال، وارتفاع تكاليف الإنتاج الذي جعل من المستحيل على المصنعين البرازيليين التنافس مع المنتجات الأجنبية. كانت التكاليف مرتفعة لأن معظم المواد الخام يتم استيرادها، على الرغم من أن بعض المصانع تستخدم الآلات بالفعل.
من مستعمرة كان هدفها تصدير السلع الأولية (السكر والذهب والقطن)، تمكنت البرازيل من إنشاء قاعدة صناعية متنوعة في القرن العشرين. تعد صناعة الصلب مثالًا رئيسيًا على ذلك، حيث احتلت البرازيل المرتبة التاسعة بين أكبر منتج للصلب في عام 2018، وخامس أكبر مصدر صافي للصلب في عام 2018. تعد جيرداو أكبر منتج للصلب الطويل في الأمريكتين، حيث تمتلك 337 وحدة صناعية وتجارية وأكثر من 45000 موظف في 14 دولة. تعد إمبراير ثالث أكبر منتج للطائرات المدنية بعد بوينغ وإيرباص.

## الطاقة

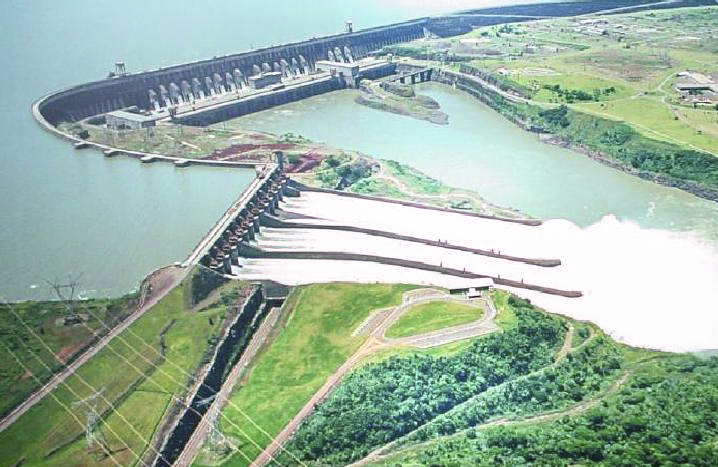
إيتايبو، محطة إيتايبو لتوليد الطاقة الشكل الجوي 2 أكبر محطة للطاقة الكهرومائية في العالم فوز دو إيغواسو بارانا البرازيل

في إجمالي توليد الكهرباء، وصلت البرازيل في عام 2019 إلى 170.000 ميغاواط من السعة المركبة، وأكثر من 75٪ من مصادر متجددة (غالبيتها، محطات الطاقة الكهرومائية). في عام 2019، كان لدى البرازيل 217 محطة لتوليد الطاقة الكهرومائية قيد التشغيل، بقدرة مركبة 98.581 ميجاوات، 60.16٪ من توليد الطاقة في البلاد. البرازيل هي واحدة من أكبر 5 منتجين للطاقة الكهرومائية في العالم (المرتبة الثانية في عام 2017).
يوجد في المنطقة الجنوبية سد إيتايبو، الذي كان أكبر مصنع لتوليد الطاقة الكهرومائية في العالم لعدة سنوات، حتى افتتاح سد الممرات الثلاثة في الصين. كما أن المنطقة هي الوحيدة في البلاد التي تنتج الفحم والصخر الزيتي.
يوجد في شمال البرازيل محطات كبيرة لتوليد الطاقة الكهرومائية مثل بيلو مونتي وتوكوروي، والتي تنتج الكثير من الطاقة الوطنية.
في عام 2020، كانت البرازيل ثاني أكبر دولة في العالم في إنتاج الطاقة من خلال الكتلة الحيوية (إنتاج الطاقة من الوقود الحيوي الصلب والنفايات المتجددة)، حيث تم تركيب 15.2 جيجاوات.

## السيارات
بدأ إنتاج السيارات البرازيلية في عام 1957، بإنتاج أولي بلغ 1166 وحدة في السنة الأولى. يتركز معظم الإنتاج في ولايات ساو باولو وميناس جرايس وبارانا.
ازدهرت صناعة السيارات في البرازيل بعد أن فتح الرئيس السابق فيرناندو كولور ميلو السوق في عام 1990 ، لكن تكاليف الإنتاج المرتفعة والضرائب المرتفعة والعجز التكنولوجي تشكل حواجز لا تزال البرازيل تكافح من أجل هزيمتها.
أظهرت صناعة السيارات في البرازيل نموًا مذهلاً على مدى السنوات القليلة الماضية، حيث بلغ إجمالي الإيرادات أكثر من 100 مليار دولار أمريكي بحلول نهاية عام 2010. وقد ضمنت هذه الأرقام للبرازيل المركز الرابع بين أكبر أسواق السيارات في العالم. تولد الصناعة 1.5 مليون فرصة عمل.
إن منظور التطور المطرد للصناعة يجذب استثمارات بمليارات الدولارات إلى البلاد. أعلنت شركة بي إم دبليو في ديسمبر 2011 عن خطط لإنشاء مصنع في ساو باولو، وبحلول عام 2014 كان من المقرر أن تبدأ الشركة المصنعة الصينية جاك للسيارات رسميًا الإنتاج على خط التجميع الجاري بناؤه في باهيا.
| السنة | 1960  | 1970  | 1980  | 1990  | 2000 | 2004 | 2005 | 2007 | 2008 |
| العدد | 0.042 | 0.306 | 0.933 | 0.663 | 1.36 | 1.86 | 2.50 | 2.61 | 2.97 |

## البترول
كان الشاطئ الشمالي الشرقي لخليج جميع القديسين موطنًا لأول حقول النفط النشطة في البرازيل. لا تزال بلدية ساو فرانسيسكو دو كوندي الواقعة شمال الخليج ميناءً يخدم مصافي التكرير في ماتاريبي. يتم تجريف الخليج من الميناء إلى المحيط الأطلسي ليظل مفتوحًا للشحن.
| السنة           | 1960 | 1970 | 1980 | 1990 | 2000  | 2006  |
| ألف برميل يوميا | 83   | 169  | 189  | 653  | 1,271 | 1,809 |

## الأدوية
في صناعة الأدوية، يقع مقر معظم الشركات في البرازيل في ريو دي جانيرو وساو باولو. في عام 2019، نظرًا للمزايا الضريبية المقدمة في ولايات مثل بيرنامبوكو وغوياس وميناس جيرايس، كانت الشركات تغادر ريو دي جانيرو وساو باولو، وتذهب إلى هذه الولايات. في ذلك الوقت، تراجعت أكثر من 110 شركة أدوية في ريو دي جانيرو إلى 49 شركة فقط. كانت ريو دي جانيرو، في هذا الوقت، تمثل أغلى ولاية لإنتاج الأدوية. حتى في عام 2019، حققت المنطقة الصناعية في ريو دي جانيرو عائدات تقارب 8 مليارات ريال برازيلي وحصة 11٪ في سوق الأدوية البرازيلية.
يوجد في حي جاكاريباغوا العديد من الصناعات الدوائية ، مثل غلاكسو سميث كلاين وهوفمان-لا روش وميرك وسرفير وأبوت. في عام 2017، كانت البرازيل تعتبر سادس أكبر سوق للأدوية في العالم. بلغت مبيعات الأدوية في الصيدليات حوالي 57 مليار ريال برازيلي (17.79 مليار دولار أمريكي) في البلاد. كان سوق الأدوية في البرازيل يحتوي على 241 معملًا منظمًا ومرخصًا لبيع الأدوية. استحوذت الشركات متعددة الجنسيات على حوالي 52.44٪ من السوق، و 60٪ للشركات الوطنية. تمثل المختبرات البرازيلية 47.56٪ من السوق في المبيعات و 65.25٪ في الأدوية المباعة. في توزيع مبيعات الأدوية حسب الولاية، احتلت ساو باولو المركز الأول: بلغ حجم مبيعات صناعة الأدوية في ساو باولو 53.3 مليار ريال برازيلي، 76.8 ٪ من إجمالي المبيعات في جميع أنحاء البلاد. وتأتي ريو دي جانيرو في الخلف مباشرة، حيث بلغت عائداتها حوالي 7.8 مليار ريال برازيلي. بلغت صادرات صناعة الأدوية 1.247 مليار دولار أمريكي في عام 2017.

## الصلب
في صناعة الصلب، بلغ إنتاج البرازيل من الصلب الخام 32.2 مليون طن في عام 2019. وشكلت ولاية ميناس جيرايس 32.3 ٪ من الحجم المنتج في هذه الفترة، مع 10.408 مليون طن. أكبر مراكز الصلب الأخرى في البرازيل في عام 2019 كانت: ريو دي جانيرو (8.531 مليون طن)، إسبيريتو سانتو (6.478 مليون طن) وساو باولو (2.272 مليون طن). بلغ الإنتاج الوطني من المنتجات المدرفلة 22.2 مليون طن، وبلغ إجمالي إنتاج المنتجات نصف المصنعة للمبيعات 8.8 مليون طن. وبلغت الصادرات 12.8 مليون طن أو 7.3 مليار دولار. من بين أكبر شركات الصلب في الجنوب الشرقي هي جيرداو وشركة الحديد الوطنية ويوزيميناس وأبيرام.

## الورق
في قطاع الورق، بلغ إنتاج لب الورق البرازيلي 19691 مليون طن في عام 2019. وصدرت البلاد 7.48 مليار دولار أمريكي من اللب هذا العام، 3.25 مليار دولار أمريكي فقط إلى الصين. بلغ إجمالي الصادرات البرازيلية القائمة على الغابات 9.7 مليار دولار أمريكي (7.48 مليار دولار أمريكي من السليلوز، و 2 مليار دولار أمريكي من الورق و 265 مليون دولار أمريكي من الألواح الخشبية). بلغ إنتاج الورق 10535 مليون طن في عام 2019. وصدرت البلاد 2163 مليون طن. في عام 2016، مثلت صناعة الورق والسليلوز في جنوب البلاد 33٪ من الإجمالي الوطني. هذا العام، كانت ولاية بارانا رائدة في إنتاج الأخشاب المستديرة (شجرة الكينا بشكل أساسي) لصناعة اللب والورق (15.9 مليون متر مكعب)؛ كانت البرازيل هي الدولة الثانية التي تنتج أكبر عدد من السليلوز في العالم والثامنة في إنتاج الورق. المدينة الأكثر إنتاجًا لهذه الأخشاب في البرازيل كانت تيليماكو بوربا، وخامس أكبر مدينة أورتيغويرا. تبرز إسبيريتو سانتو في هذا القطاع. في عام 2018، تم تداول 920 مليون دولار في بيع السليلوز إلى السوق الخارجية، وهو ثالث أقوى منتج من إسبيريتو سانتو في ميزان الصادرات. في عام 2016، كانت الولايات الخمس الأولى التي تنتج جذوعًا للورق والسليلوز هي: بارانا (15.9 مليون متر مكعب)، ساو باولو (14.7 مليون متر مكعب)، باهيا (13.6 مليون متر مكعب)، ماتو غروسو دو سول (9.9 مليون متر مكعب) وميناس جيرايس (7.8 مليون متر مكعب). معا، تمثل 72.7 ٪ من الإنتاج الوطني 85.1 مليون متر مكعب.

## بناء السفن
يعد قطاع بناء السفن في ريو دي جانيرو من أهم القطاعات في البلاد، لكنه شهد بالفعل أزمتين تاريخيتين كبيرتين: واحدة في الثمانينيات، والأخرى بدأت في عام 2014. بين عامي 2014 و 2016، فقدت صناعة بناء السفن البرازيلية 49٪ من موظفيها. من 31.2 ألف عامل في عام 2014، انخفض العدد إلى 8 آلاف فقط في عام 2016. وانخفض إجمالي القيمة الحقيقية للإنتاج الصناعي أيضًا بنسبة 71٪، من 6.8 مليار ريال برازيلي في عام 2014، إلى 1.97 مليار ريال برازيلي في عام 2016. ومع ذلك، في نهاية عام 2019، بدأت عودة ما قبل الملح في إعادة تعزيز القطاع البحري، حيث أشارت أنشطة الصيانة والإصلاح إلى زيادة الطلب في السنوات القادمة.

## الصناعات الكيميائية
في عام 2011، كان للبرازيل سادس أكبر صناعة كيميائية في العالم، حيث بلغ صافي مبيعاتها 157 مليار دولار أمريكي، أو 3.1٪ من المبيعات العالمية. في ذلك الوقت، كان هناك 973 مصنعًا للمنتجات الكيماوية للاستخدام الصناعي. يتركزون في المنطقة الجنوبية الشرقية، وخاصة في ساو باولو. ساهمت الصناعة الكيميائية بنسبة 2.7 ٪ في الناتج المحلي الإجمالي البرازيلي في عام 2012 وأثبتت نفسها كرابع أكبر قطاع في الصناعة التحويلية. على الرغم من تسجيلها واحدة من أكبر المبيعات في هذا القطاع في العالم، شهدت الصناعة الكيميائية البرازيلية، في عامي 2012 و 2013، انتقالًا قويًا للإنتاج إلى الخارج، مع انخفاض في الإنتاج الصناعي الوطني وزيادة في الواردات. تم تقديم ثلث الاستهلاك في البلاد عن طريق الواردات. توقف تصنيع 448 منتجًا في البرازيل بين عامي 1990 و 2012. وقد أدى ذلك إلى توقف 1710 خط إنتاج. في عام 1990، كانت حصة المنتجات المستوردة في الاستهلاك البرازيلي 7٪ فقط، وفي عام 2012 كانت 30٪. الشركات الرئيسية في هذا القطاع في البرازيل هي: براسكيم وباسف وباير وغيرها. في عام 2018، كان قطاع الكيماويات البرازيلي ثامن أكبر قطاع في العالم، حيث يمثل 10٪ من الناتج المحلي الإجمالي الصناعي الوطني و 2.5٪ من إجمالي الناتج المحلي. في عام 2020، ستشغل الواردات 43٪ من الطلب المحلي على المواد الكيميائية. منذ عام 2008، كان متوسط استخدام السعة في الصناعة الكيميائية البرازيلية عند مستوى يعتبر منخفضًا، يتراوح بين 70 و 83٪.

## الأغذية
في صناعة الأغذية، في عام 2019، كانت البرازيل ثاني أكبر مصدر للأغذية المصنعة في العالم، حيث بلغت قيمة الصادرات 34.1 مليار دولار أمريكي. بلغت عائدات صناعة الأغذية والمشروبات البرازيلية في عام 2019 ما قيمته 699.9 مليار ريال برازيلي، أي 9.7٪ من الناتج المحلي الإجمالي للبلاد. في عام 2015، كان قطاع الأغذية والمشروبات الصناعي في البرازيل يضم 34800 شركة (باستثناء المخابز)، كانت الغالبية العظمى منها صغيرة. توظف هذه الشركات أكثر من 1600000 عامل، مما يجعل صناعة الأغذية والمشروبات أكبر صاحب عمل في الصناعة التحويلية. هناك حوالي 570 شركة كبيرة في البرازيل، والتي تركز جزءًا كبيرًا من إجمالي إيرادات الصناعة. من أكبر هذه الشركات فريبوي وبانج وكارجيل.

## النسيج
في صناعة النسيج، على الرغم من كون البرازيل من بين أكبر 5 منتجين في العالم في عام 2013، وكونها ممثلة في استهلاك المنسوجات والملابس، إلا أنها إسهامها قليل جدًا في التجارة العالمية. في عام 2015، احتلت الواردات البرازيلية المرتبة 25 في الترتيب (5.5 مليار دولار أمريكي). وفي الصادرات، احتلت المرتبة 40 فقط في الترتيب العالمي. تبلغ نسبة مشاركة البرازيل في التجارة العالمية في المنسوجات والملابس 0.3٪ فقط، وذلك بسبب صعوبة التنافس في الأسعار مع المنتجين في الهند وفي الصين بشكل رئيسي. تقابل القيمة الإجمالية للإنتاج لصناعة النسيج البرازيلية ما يقرب من 40 مليار ريال برازيلي في عام 2015، 1.6 ٪ من القيمة الإجمالية للإنتاج الصناعي في البرازيل. يمثل الجنوب الشرقي 48.29٪ من الإنتاج والجنوب 32.65٪ والشمال الشرقي 16.2٪. الغرب الأوسط (2.5٪) والشمال (0.4٪) ليسوا ممثلين بشكل كبير في هذا النشاط. ساو باولو (37.4٪) هي أكبر منتج. ميناس جيرايس 8.51٪ (ثالث أكبر إنتاج في البلاد، خلف سانتا كاتارينا). هناك 260 ألف شخص يعملون في هذا النشاط في البلاد، و 128 ألف في الجنوب الشرقي.

## الإلكترونيات
في صناعة الإلكترونيات، بلغ حجم مبيعات الصناعات في البرازيل 153.0 مليار ريال برازيلي في عام 2019، أي حوالي 3٪ من الناتج المحلي الإجمالي الوطني. وبلغ عدد العاملين في القطاع 234.5 ألف شخص. بلغت الصادرات 5.6 مليار دولار أمريكي، وبلغت واردات البلاد 32.0 مليار دولار أمريكي. على الرغم من الجهود التي بذلتها البرازيل على مدى عقود للتخلص من الاعتماد على واردات التكنولوجيا، إلا أنها لم تتمكن بعد من الوصول إلى هذا المستوى. تتركز الواردات في مكونات باهظة الثمن، مثل المعالجات وأجهزة التحكم الدقيقة والذاكرة والأقراص المغناطيسية والليزر و شاشات عرض البلورة السائلة و شاشات عرض ثنائي باعث للضوء. يتم تصنيع كابلات الاتصالات وتوزيع الكهرباء والأسلاك والألياف البصرية والموصلات في البرازيل. يوجد في البرازيل مركزان كبيران للإنتاج الإلكتروني، يقعان في منطقة العاصمة كامبيناس، في ولاية ساو باولو، وفي المنطقة الاقتصادية الحرة في ماناوس، في ولاية الأمازون. هناك شركات تقنية كبيرة مشهورة عالميًا، بالإضافة إلى جزء من الصناعات التي تشارك في سلسلة التوريد الخاصة بها. يوجد في البلاد أيضًا مراكز أصغر أخرى، مثل بلديات ساو جوزيه دوس كامبوس وساو كارلوس في ولاية ساو باولو؛ بلدية سانتا ريتا دو سابوكاي في ولاية ميناس جيرايس؛ ريسيفي، عاصمة بيرنامبوكو؛ وكوريتيبا، عاصمة بارانا. توجد في كامبيناس وحدات صناعية لشركات مثل جنرال إلكتريك وسامسونغ وإتش بي وفوكسكون، وهي شركة تصنيع منتجات من آبل وديل. ساو جوزيه دوس كامبوس، تركز على صناعة الطيران. هذا هو المكان الذي يقع فيه المقر الرئيسي لشركة إمبراير، وهي شركة برازيلية تعد ثالث أكبر شركة لتصنيع الطائرات في العالم، بعد بوينج وإيرباص. في سانتا ريتا دو سابوكاي، هناك 8 آلاف وظيفة مرتبطة بالقطاع، مع أكثر من 120 شركة. تنتج معظم المعدات الخاصة بصناعة الاتصالات السلكية واللاسلكية، مثل المحولات، بما في ذلك تلك المستخدمة في نقل نظام التلفزيون الرقمي. يضم المركز التكنولوجي في كوريتيبا شركات مثل سيمنز وبوزيتيفو إنفورماتيكس. إجمالاً، تعمل 87 شركة و 16 ألف موظف في تكنوبارك، وهي مساحة 127 ألف متر مربع تم إنشاؤها بموجب قانون الولاية في عام 2007. يمكن أن تنمو تكنوبارك حتى 400 ألف متر مربع وتستقبل ما يصل إلى أربعة أضعاف عدد العمال لديها اليوم، يصل عددهم إلى 68 ألف شخص.